# 임중신
임중신(任重臣, 1517년 3월 24일 ~ 1580년 8월 28일)은 조선 중기의 문신으로, 자(字)는 백강(伯强), 호는 영사재(永思齋)이고, 본관이 풍천(豊川)이다. 좌참찬 정헌공 임권의 아들이며, 공조판서 지중추부사 소간공 임유겸(任由謙)의 손자이다. 임보신과 임호신은 그의 사촌 형이 된다. 경기도 양주 출신.
양주군 회암면 출신으로 아버지는 임권이고 어머니는 영산신씨로 진사 신제담의 딸이다. 음보(蔭補)로 관직에 올라 재랑(齋郞) 직을 역임했다. 이후 1543년(중종 38년)에 진사시에 합격하고, 다시 음서로 관직에 올라 금오랑(金吾郞)이 되었으며, 광흥창봉사, 종묘서봉사, 풍저창봉사와 광흥창직장, 종묘서직장, 풍저창직장, 내섬시주부(內贍寺主簿), 한성부판관(漢城府判官), 그리고 사축서사의(司畜司司畜), 장례원사의(掌隷院司儀), 사축서사의, 의빈부도사, 군자감첨정(軍資監僉正) 등을 역임하였다. 외직으로는 성주통판, 금천(衿川)·옥천(沃川)·영월(寧越)의 군수를 역임하였다. 1580년 8월 28일 병으로 사망하여 향년 64세이다.
시신은 경기도 양주군 회암면 율정리(후일의 양주군 회천읍 율정리) 선영 건너편 왼쪽 언덕, 아버지 임권 묘 아래, 먼저 죽은 본부인 전주이씨 묘소 왼쪽 위편에 안장되었다. 후일 그의 묘소는 경기도 양주시 율정동 240-4번지에서 경기도 양주시 율정동 산2-62번지로 개정되었다. 묘비는 1617년(광해군 9년) 세워졌으며, 묘비문은 월사 이정구(月沙 李廷龜)가 짓고 김현성(金玄成)이 글씨를 썼다.
임중신의 후손은 풍천 임씨 집성촌을 구성하고 있으며, 이들은 양주시, 포천시에 거주하고 있다.

## 가족 관계
- 할아버지 : 임유겸(任由謙, 1456년 ~ 1527년)
- 할머니 : 예안이씨(禮安李氏, ? ~ 1522년), 이신(李愼)의 딸
  - 백부 : 임추(任樞, 1482년 ~ 1534년)
- 아버지 : 임권(任權, 1486년 1월 5일 ~ 1557년 6월 17일)
- 어머니 : 영산신씨(靈山辛氏), 진사 신제담(辛悌聃)의 딸, 수문전대제학 신인손(辛引孫)의 손녀
  - 누이 : 풍천임씨
  - 매부 : 이감(李戡)
- 부인 : 전주이씨(? ~ ?년 10월 5일), 평릉정 이호(平陵正 李儫)의 딸, 임중신의 전처, 후사없음
- 부인 : 경주이씨(? ~ ?년 5월 26일), 현감 이옹(李壅)의 딸, 임중신의 후처
  - 아들 : 임증(任拯, 1557년 5월 18일 ~ 1582년 10월 24일)
  - 며느리 : 윤씨, 생원 윤배의 딸
    - 손자 : 임경달(任慶達)
    - 손자 : 임경괄(任慶适)

  - 아들 : 임진(任振)
  - 며느리 : 유씨, 첨지 유대경(兪大儆)의 딸
  - 딸 : 풍천임씨
  - 사위 :  신흡(申洽)
- 첩 : 이름 미상, 아들 임중신의 첩
  - 서자 : 임용(任龍)
  - 서녀 : 풍천임씨, 하동군(河東君)의 첩
  - 서녀사위 : 하동군(河東君)

## 같이 보기
- 임권
- 임유겸
- 임추
- 이감
- 임보신
- 임호신